# Col Agnel
Col Agnel, Colle dell'Agnello (2744 m n.p.m.) – przełęcz w Alpach na granicy Francji i Włoch. Nad przełęczą od północnego wschodu wznoszą się szczyty Pain de Sucre (3208 m n.p.m.) i Pic d’Asti (3220 m n.p.m.), natomiast w kierunku wschodnim dominuje potężny masyw Monte Viso (3841 m n.p.m.). Przełęcz stanowi połączenie regionu Queyras w departamencie Hautes-Alpes we Francji z regionem Val Varaita we włoskim Piemoncie.
Col Agnel jest trzecią co do wysokości przełęczą w Alpach, przez którą biegnie publiczna droga asfaltowa (po Col de l’Iseran i Passo dello Stelvio). To niezbyt znana i rzadko używana droga, pomimo że Col Agnel jest najwyższą przełęczą graniczną w Alpach. Od strony francuskiej podjazd liczy 20,5 km długości o średnim nachyleniu 6,6 procent, natomiast od strony włoskiej prowadzi 22,4-kilometrowa droga o nachyleniu 6,5 procent. Droga przez przełęcz jest zamknięta w sezonie zimowym (od listopada do maja).
Przełęcz pojawia się na trasie wyścigu Giro d’Italia, a w 2008 roku po raz pierwszy została wyznaczona na trasie Tour de France. To właśnie podjazd od strony Piemontu stanowi największe wezwanie dla cyklistów, zwłaszcza zaś jego ostatnich 9 km (za mostem na potoku Varaita), gdzie średnie nachylenie wynosi ok. 10 procent, a na 17 kilometrze 300-metrowy odcinek szosy ma nachylenie 14 procent!

## Galeria

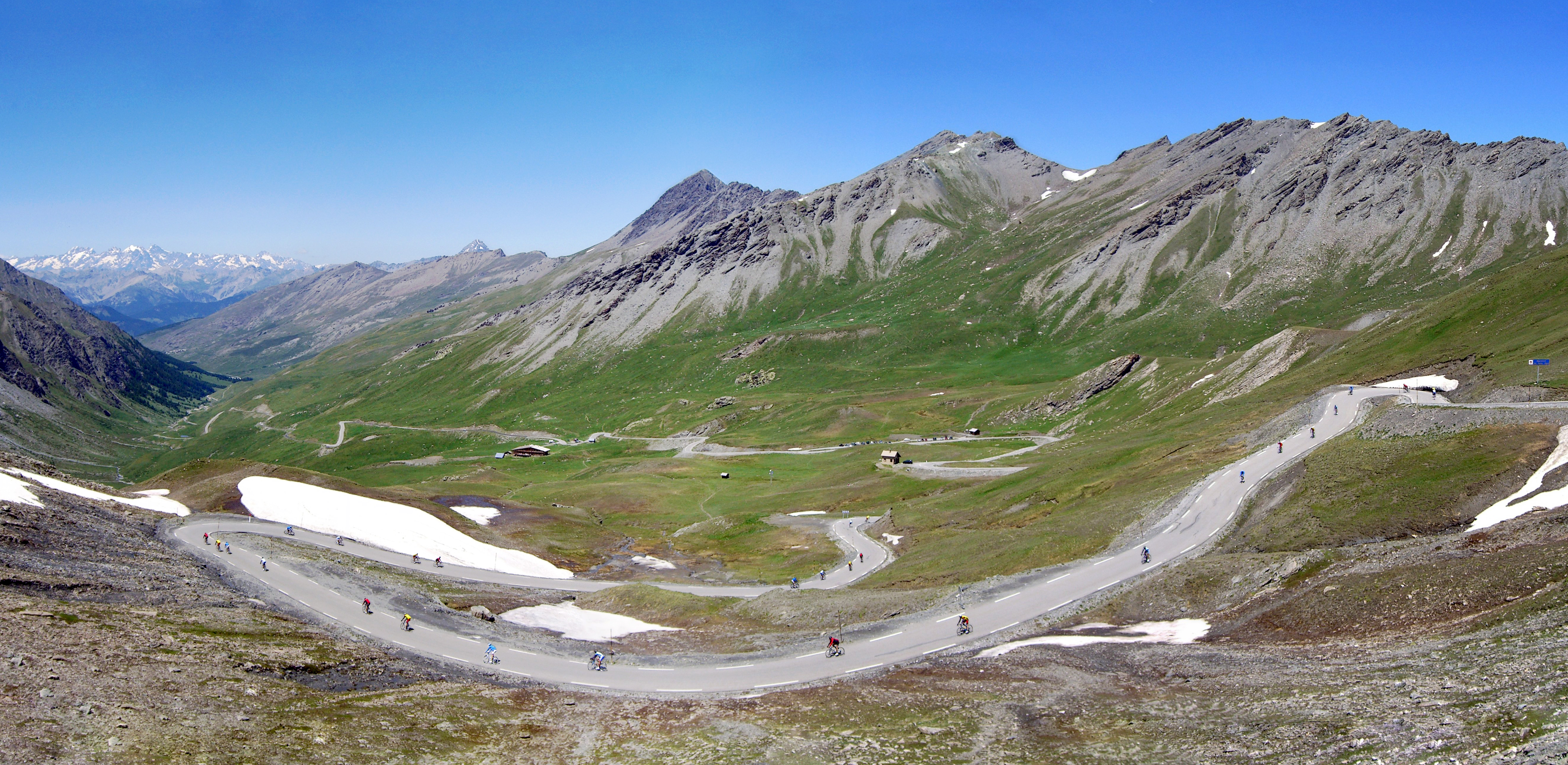
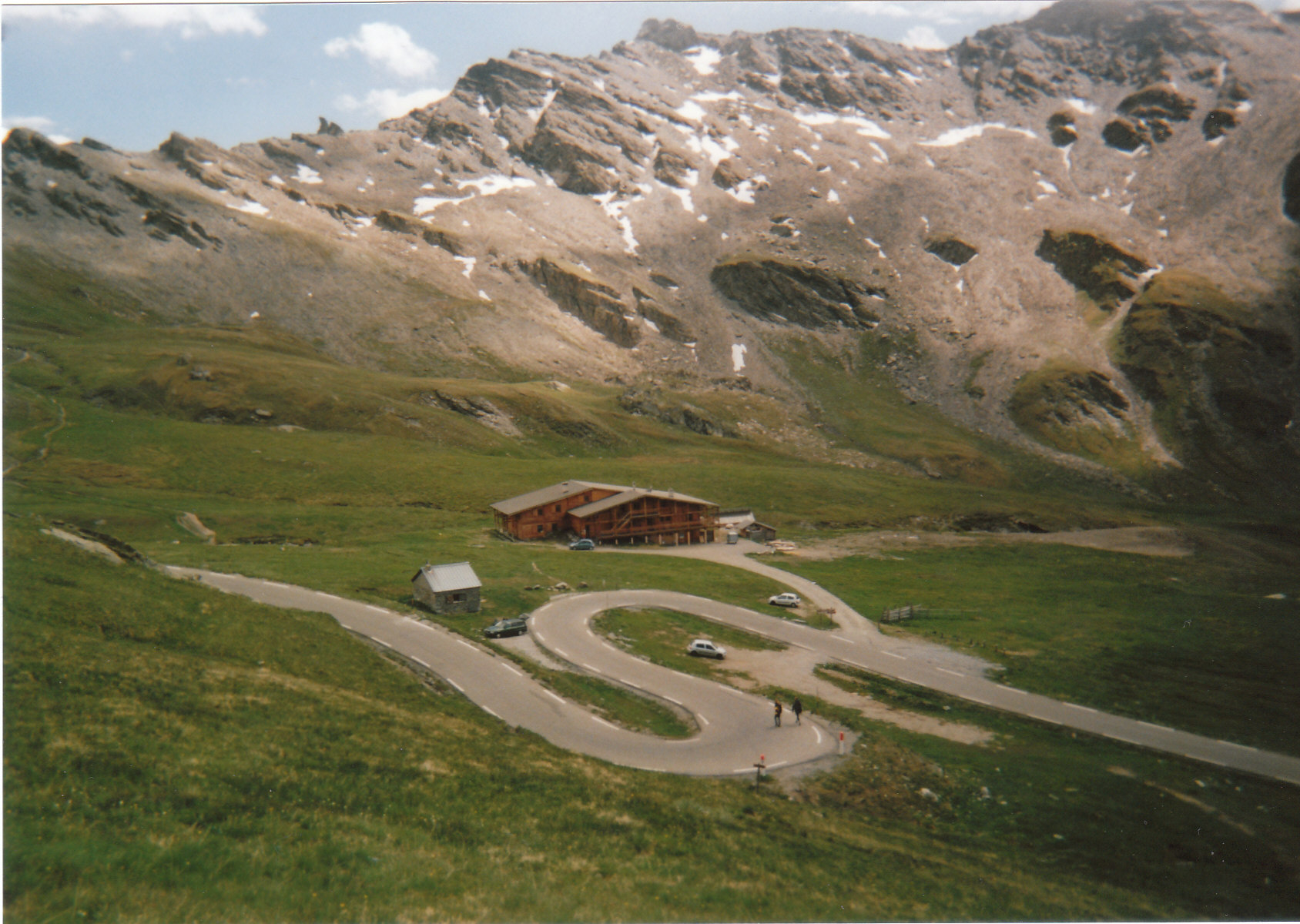
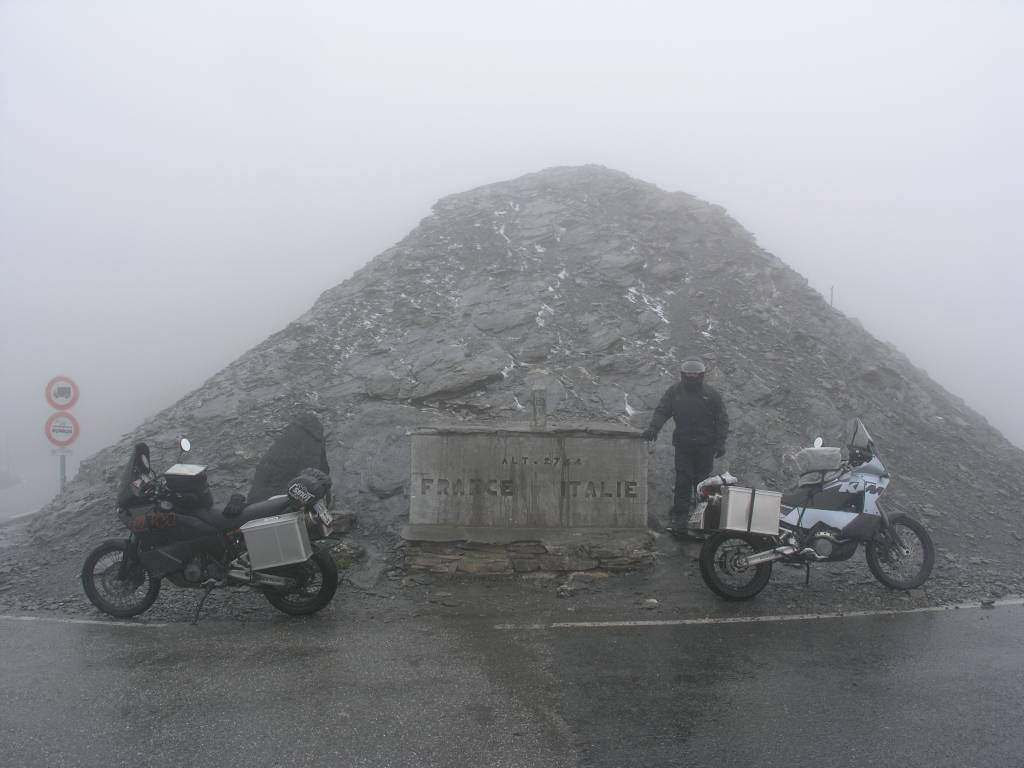